# Sułtanat
Sułtanat – wschodnia, islamska forma monarchii, w której panujący władca nosi tytuł sułtana. Dawniej odpowiednik innego wschodniego ustroju chanatu lub zachodnioeuropejskiego królestwa. Współcześnie sułtanatami są jedynie Oman i Brunei, a także indonezyjska prowincja Yogyakarta oraz kilka stanów federacji Malezji.

## Dawne sułtanaty
- Sułtanat Ajjubidów w Egipcie w latach 1171–1250, następca Kalifatu Egipskiego.
- Sułtanat Audhali − arabskie państwo pod protektoratem brytyjskim do 1967 roku na terenie dzisiejszego Jemenu
- Sułtanat Bahmanidów w Indiach, odłam Sułtanatu Delhijskiego.
- Sułtanat Dar Fur na terenie Darfuru w Afryce, istniejące od połowy XVII wieku do 1916 roku.
- Sułtanat Delhijski w północnych Indiach w latach 1206–1526.
- Sułtanat Dolny Yafa − arabskie państwo pod protektoratem brytyjskim do 1967 roku na terenie dzisiejszego Jemenu
- Sułtanat Dolny Aulaqi − arabskie państwo pod protektoratem brytyjskim do 1967 roku na terenie dzisiejszego Jemenu
- Sułtanat Egiptu − państwo pod protektoratem brytyjskim w latach 1914–1922.
- Sułtanat Fadhli − arabskie państwo pod protektoratem brytyjskim do 1967 roku na terenie dzisiejszego Jemenu
- Sułtanat Górny Aulaqi − arabskie państwo pod protektoratem brytyjskim do 1967 roku na terenie dzisiejszego Jemenu
- Sułtanat Górny Yafa − arabskie państwo pod protektoratem brytyjskim do 1967 roku na terenie dzisiejszego Jemenu
- Sułtanat Haushabi − arabskie państwo pod protektoratem brytyjskim do 1967 roku na terenie dzisiejszego Jemenu
- Sułtanat Kathiri − arabskie państwo pod protektoratem brytyjskim do 1967 roku na terenie dzisiejszego Jemenu
- Sułtanat Lahidż− arabskie państwo pod protektoratem brytyjskim do 1967 roku na terenie dzisiejszego Jemenu
- Sułtanat Mahra − arabskie państwo pod protektoratem brytyjskim do 1967 roku na terenie dzisiejszego Jemenu
- Sułtanat Malakki − państwo istniejące od 1402 do 1528 na Półwyspie Malajskim.
- Sułtanat Malediwów − w latach od 1153 do 1968[2], dzisiejsze państwo Malediwy.
- Sułtanat Ngazidja - państwo pod protektoratem francuskim w latach 1886 do 1908 na wyspie Wielki Komor[3].
- Sułtanat mameluków w Egipcie w latach 1250–1517, potem pod protektoratem Imperium Osmańskiego.
- Sułtanat Maroka − państwo istniejące od 788 do 1954 roku, potem królestwo Maroka do dziś.
- Sułtanat Johoru − państwo istniejące od 1528 roku na Półwyspie Malajskim, dziś prowincja w Malezji.
- Sułtanat Kedahu − państwo istniejące od 1136 roku na Półwyspie Malajskim, dziś prowincja w Malezji.
- Sułtanat Nadżdu − państwo istniejące od 1921 do 1927 roku, podstawowa część dzisiejszej Arabii Saudyjskiej[4]
- Sułtanat Peraku − państwo istniejące od 1528 roku na Półwyspie Malajskim, dziś prowincja w Malezji.
- Sułtanat Qu'aiti − arabskie państwo pod protektoratem brytyjskim do 1967 roku na terenie dzisiejszego Jemenu
- Sułtanat Rumu − Sułtanat Ikonium, państwo Turków Seldżuckich istniejące w Anatolii w latach 1077–1307.
- Sułtanat Seldżucki − Wielcy Seldżucy, dynastia panująca w państwie założonym przez przywódców Turków Seldżuckich w XI wieku.
- Sułtanat Terengganu − państwo istniejące od 1725 roku, dziś prowincja w Malezji.
- Sułtanat Turecki − Imperium Osmańskie, państwo w Turcji w latach 1299–1923.
- Sułtanat Wahidi − arabskie państwo pod protektoratem brytyjskim do 1967 roku na terenie dzisiejszego Jemenu
- Sułtanat Zanzibaru − państwo istniejące od 1861 do 1964 roku na wyspie leżącej przy wybrzeżach Tanzanii.
- Sułtanat Bagirmi − państwo istniejące od 1480 lub 1522 do 1897 roku, położone na południe od jeziora Czad.

## Obecne sułtanaty
- Brunei
- Oman

### Sułtanaty jako jednostki administracyjne

#### Malezja
- Johor
- Kedah
- Kelantan
- Negeri Sembilan
- Pahang
- Perak
- Perlis
- Selangor
- Terengganu

#### Indonezja
- Yogyakarta